# تاوستي
بلدية تاوستي (بالإسبانية: Tauste) هي بلدية تقع في مقاطعة سرقسطة التابعة لمنطقة أراغون شمال شرق إسبانيا.

## الديموغرافيا
بلغ عدد سكان بلدية تاوستي 7.484 نسمة عام 2011 (وفقاً للمعهد الوطني الإسباني للإحصاء).
| 7.017 | 6.977 | 7.207 | 7.412 | 7.489 | 7.710 | 7.484 |

## توأمة
لتاوستي اتفاقيات توأمة مع:
- لانغيرانو

## أعلام
- أنطونيوس أندرياس
- غريغوريو لوبيز